# Dend Forordnede Ny Kirke-Psalme-Bog
Dend Forordnede Ny Kirke-Psalme-Bog (Kingos salmebog) blev i 1699 foreskrevet af kongen til brug i alle kirker i Danmark-Norge. Betegnelsen "Forordnede" henviser til, at den ikke blot er godkendt til brug (altså autoriseret), men at den skal bruges. Den Forordnede Ny Kirke-Psalme-Bog indeholder 297 salmer heraf 86 af Kingo. Desuden bærer den Kingos navn på titelbladet, da salmerne blev udvalgt med udgangspunkt i en salmebog, som Kingo havde redigeret ti år tidligere (Danmarks og Norges Kirkers Forordnede Psalmebog. Vinter-Parten, 1689). Kingo var dog ikke selv medlem af salmebogens redaktionskomite.
Kingos salmebog var meget populær lang tid efter dens udgivelse, også selvom der udkom nye salmebøger, hvoraf flere blev autoriseret til brug  (Det gælder Den Nye Psalme-Bog (Pontoppidans salmebog, 1740), der tilføjer en række nye salmer særligt af pietistisk tilsnit - heraf en del helt nye salmer af Brorson, Psalme-Bog eller En Samling af gamle og nye Psalmer (Guldbergs salmebog, 1778) og Evangelisk-kristelig Psalmebog til Brug ved Kirke- og Huus-Andagt (1798). Af de mest sejlivede brugere kan nævnes de stærke jyder ved Horsens og Vejle. Her blevet den anvendt indtil 1960, og der findes den dag i dag en enkelt frikirke, der anvender den, nemlig Kristelig Lutheransk Trossamfund i Tjørring.
I Norge var den i store dele af landet i brug helt til 1870'erne da den blev erstattet af Landstads Kirkesalmebok.
Salmebogen er ordnet efter kirkeåret, så der for hver helligdag gennem året er anført passende salmer. Bogen har kollektbønner, epistel og evangelietekster for hver helligdag, og den har kirkebønner og andre bønner.